# Locofrank
locofrank（ロコフランク）は、大阪在住のスリーピースロックバンドである。

## 略歴
1998年「相撲茶屋」という名前で結成。2003年現在の名前に改名。歌詞は全て英語である。Limited Records、773Four RECORDS所属。インディーズ活動を長らく続けていたが、ブランド名として使用してきた773Four RECORDSを元に2006年1月に会社を設立。自主レーベルとして活動を始めた。
以前のバンド名「相撲茶屋」は、高校の修学旅行で北海道に行った時に、札幌にあったちゃんこ屋の名前である。
2011年に主催フェス「FOUR SEASONS FESTIVAL」を開催する。2013年以降は毎年開催している。
2018年、結成20周年となるこの年、フルアルバムをHAWAIIAN6やSABANNAMANらが所属するレーベル・IKKI NOT DEADからリリースすることを発表。
2020年3月22日 Beyond the epilogue tour finalシリーズをもってTatsuyaが脱退。
2022年5月20日、2年間にわたってバンドのサポートドラムを務めていた横川慎太郎が正式加入することが発表された。また7月27日、新体制初のフィジカル作品であるミニアルバム「READY?」がリリースされた。

## メンバー
- 木下正行（きのした まさゆき） - ボーカル・ベース

1981年8月11日生まれ。
- 森勇介（もり ゆうすけ） - ギター・ボーカル
- 横川慎太郎（よこかわ しんたろう） - ドラム 元PAN。2020年5月よりサポートメンバーとして参加し、2022年5月20日に正式加入。[2]。

## 旧メンバー
- Tatsuya（たつや） - ドラム 結成時からのメンバー。2020年3月22日、「Beyond the epilogue TOUR」のツアーファイナルをもって脱退。

## ディスコグラフィー

### 7inchレコード
- I NEED TO BE IN LOVE / Side-by-Side (2007年9月6日)　発売元：773Four RECORDS
- ライブ会場限定販売
  - [SIDE-A] I NEED TO BE IN LOVE
  - [SIDE-B] Side-by-Side

### DVD
- A POSTSCRIPT（2005年12月7日）　発売元：QQS DISTRIBUTION
- Digging our way (2007年5月23日)　発売元：773Four RECORDS
- BRAND-NEW OLD-STYLE TOUR 2008 FINAL＋(PLUS) (2009年4月1日)　発売元：773Four RECORDS

### バンドスコア
- BRAND-NEW OLD-STYLE（2008年6月下旬）　発売元：リットーミュージック
- The First Chapter（2009年6月上旬）　発売元：リットーミュージック

## ミュージックビデオ
| 監督                                               | 曲名 |
| UGICHIN                                            | 「share」 |
| 末吉ノブ(末吉のぶ/末吉宣継/Nobb"骨折王子"Sueyoshi) | 「Birth」「CROSSOVER」「CROSSOVER (Edit Ver.)」「CROSSOVER (Full Ver.)」「From eighteen」「Grab Again」「HAPPY」「ONE」「STARLIGHT」「START (2012 ver.)」「STORY」「The ones who seek」「across time」「reason from DVD「Digging our way」」「survive」 |
| Daisuke Takeuchi                                   | 「START」「voyage」 |
| 不明                                               | 「TOMORROW」 |

## タイアップ
| 曲名      | タイアップ                                             |
| --------- | ------------------------------------------------------ |
| STARLIGHT | テレビ東京「ゴッドタン」2013年11月度エンディングテーマ |

## 主なライブ

### ワンマンライブ・主催イベント
- 2007年 - TOUR 2007 "KEEP DIGGING"
- 2009年 - FOUR SEASONS TOUR 2009 early summer
- 2010年 - locofrank STANDARD TOUR 2010
- 2012年 - locofrank TOUR 2012 "SINCE 1998"
w/LOW IQ & ANOTHER BEAT BREAKER/SLANG/FOUR GET ME A NOTS/THE BACK HORN/BUZZ THE BEARS/Nothing's Carved In Stone/MONGOL800
- 2012年11月01日-2013年02月08日（30公演） - locofrank TOUR 2012-2013 "ONE"
w/SHANK/TFB/OVER ARM THROW/ASPARAGUS/NO HITTER/壬生狼/dustbox/サンボマスター
- 2013年10月11日-12月23日（22公演） - locofrank "Signs TOUR 2013"
w/BUZZ THE BEARS/COUNTRY YARD/The FRIDAY/FOUR GET ME A NOTS/GOOD4NOTHING/HOTSQUALL/the band apart/HAWAIIAN6/ASPARAGUS/彼女 in the display/OVER ARM THROW/boxtbox 2014年01月12日-30日（3公演） - locofrank "Signs TOUR 2014 -FINAL SERIES-"
- 2023年9月30-2024年２月14日　locofrank 25th　locofrank presents SQUAD GOALS TOUR
- 2023年12月26日火曜日　locofrank presents   Acoustic tonight 　心斎橋ＡＮＩＭＡ　GOOD4NOTHING
- 2024年11月13日　　　　locofrank presents　BACK TO RINGU GORILLA HALL        MAN WITH A MISSION
- 2024年12月26日木曜日　locofrank presents   Acoustic tonight 　心斎橋ＡＮＩＭＡ　GOOD4NOTHING

### 出演イベント
- 2004年01月31日 - SONICMANIA 2004
- 2004年08月08日 - SUMMER SONIC 2004
- 2004年12月29日 - COUNTDOWN JAPAN 04/05
- 2005年08月05日 - ROCK IN JAPAN FESTIVAL 2005
- 2005年08月27日 - MONSTER baSH 2005
- 2005年12月31日 - COUNTDOWN JAPAN 05/06
- 2006年04月30日 - ARABAKI ROCK FEST.06
- 2006年07月29日 - FUJI ROCK FESTIVAL '06
- 2006年08月05日 - MUSIC BARパロパロ '06トロロロックフェスティバル
- 2006年08月19日 - RISING SUN ROCK FESTIVAL 2006 in EZO
- 2006年12月29日,31日 - COUNTDOWN JAPAN 06/07
- 2007年08月04日 - 八食サマーフリーライブ 2007
- 2007年12月28日,31日 - COUNTDOWN JAPAN 07/08
- 2008年04月27日 - CENTER JAPAN ROCKERS!VOL.3
- 2008年07月26日 - FUJI ROCK FESTIVAL '08
- 2008年08月02日 - 八食サマーフリーライブ 2008
- 2008年12月28日,31日 - COUNTDOWN JAPAN 08/09
- 2009年07月19日 - KESEN ROCK FESTIVAL'09
- 2009年08月05日 -  locofrank & ASPARAGUS「OKUSAWA CALLING」
- 2010年03月21日 - HOLSTEIN "farewell to our memories"
- 2010年04月02日,04日 - PUNKSPRING 2010
- 2010年05月01日 - ARABAKI ROCK FEST.10
- 2010年05月16日 - BEA presents F-X 2010
- 2010年07月10日 - 京都大作戦2010〜今年も子供に戻りな祭〜
- 2011年08月05日 - ROCK IN JAPAN FESTIVAL 2011
- 2011年08月07日 - 八食サマーフリーライブ 2011
- 2011年10月02日 - MONGOL800 ga FESTIVAL What a Wonderful World!! 2011
- 2011年11月09日 - BRAHMAN 2011 TOUR「霹靂」
- 2012年02月26日 - DEVILOCK NIGHT THE FINAL
- 2012年04月01日 - スペシャ列伝 × モンスターロック スペースシャワー列伝 〜第八十八巻 モンスターロックの宴スペシャル〜
- 2012年04月05日 - 773Four RECORDS PRESENTS "FOUR SEASONS"
- 2012年05月12日 - MADOllie 2012
- 2012年06月05日 - locofrank & Northern19 スペシャルインストアライブ
- 2012年07月06日 - EGG BRAIN 50 PUSH!! ALL AROUND JAPAN TOUR 2012
- 2012年07月21日 - KESEN ROCK FESTIVAL'12
- 2012年07月29日 - FUJI ROCK FESTIVAL '12
- 2012年09月03日 - 10日（5公演） - 773Four RECORDS PRESENTS 「UNITED ASSHOLES Vol.5 -YELLOW MONSTERS JAPAN TOUR 2012-」
- 2012年09月12日～14日（3公演） - AIR JAM東北ライブハウス大作戦TOUR
- 2012年09月21日 - UNLIMITS NeON TOUR 2012-秋の夜長にNeONを灯す-
- 2012年09月22日 - TOTALFAT Wicked Friends, Be Naked!! Tour 2012
- 2012年09月23日 - MASTER COLISEUM'12
- 2012年09月30日 - BURST MAX‘12
- 2012年10月04日 - SLANG「Glory Outshines Doom Tour」
- 2012年10月08日 - UNIONWAY FEST 2012
- 2012年11月04日 - 石巻へい輪プロジェクト/東日本大震災復興支援GIG 2012
- 2012年12月02日 - POWER STOCK 2012 in ZEPP SAPPORO
- 2012年12月28日 - COUNTDOWN JAPAN 12/13
- 2013年02月10日 - LAST WINTER,FIRST STEP tour FINAL-HAVE A NICE DAY!!!5-
- 2013年02月16日,17日 - 773Four RECORDS PRESENTS 「FOUR SEASONS FESTIVAL'13」
- 2013年03月02日 - SUBCIETY A.V.E.S.T project Vol.6
- 2013年04月11日 - 16日（4公演） - MAN WITH A MISSION TOUR 2013 〜あなたの街に19ヨツアー 完全版〜
- 2013年04月29日 - COMIN'KOBE13
- 2013年05月11日 - 風雲!大阪城音泉
- 2013年06月09日 - POWER STOCK 2013 in MIYAKO
- 2013年06月17日～07月04日（5公演） - locofrank HAWAIIAN6 dustbox ZEPP TOUR 2013
- 2013年07月13日 - SUMMER CAMP 2013
- 2013年08月11日 - dustbox Care Package TOUR 2013
- 2013年08月17日 - RISING SUN ROCK FESTIVAL 2013 in EZO
- 2013年08月30日 - PIRATE SHIP 2013
- 2013年09月09日 - THE WILD ONE
- 2013年09月28日 - SKATERS NIGHT 番外編 東北ライブハウス大作戦
- 2013年10月01日 - 音エモン presents タイバンビガロ!Vol.1
- 2013年10月20日 - HAWAIIAN6 presents「ECHOES 2013」
- 2013年10月27日 - Fear, and Loathing in Las Vegas
- 2013年11月23日 - 東北ジャム2013 in 石巻
- 2013年12月15日 - POWER STOCK 2013 in ZEPP SAPPORO
- 2013年12月29日 - COUNTDOWN JAPAN 13/14
- 2014年02月11日,12日 - マキシマム ザ ホルモン"予襲復讐"ツアー
- 2014年02月15日 - Subciety A.V.E.S.T project Vol.7
- 2014年02月22日 - G-FREAK FACTORY「G-FREAK FACTORY "S.O.S" TOUR 2013-2014」
- 2014年03月09日 - FOUR GET ME A NOTS"AUTHENTIC TOUR"
- 2014年03月15日 - ONION ROCK FESTIVAL 2014
- 2014年03月19日 - Ken Yokoyama Keep Marching Tour
- 2014年03月23日 - SAKAI MEETING 2014
- 2014年04月19日 - Northern19 presents【TOKI ROCK NIIGATA 2014】
- 2014年05月06日,18日 - 773Four RECORDS PRESENTS 「FOUR SEASONS FESTIVAL'14」
- 2014年05月10日 - MADOllie2014 SPRING
- 2014年06月01日 - POWER STOCK 2014 in MIYAKO
- 2014年06月21日 - GIANT LOOP FES 2014
- 2014年06月28日 - Nagoya Club Quattro 25th Anniversary
- 2014年07月20日 - KESEN ROCK FESTIVAL'14
- 2014年08月03日 - ROCK IN JAPAN FESTIVAL 2014
- 2014年08月30日 - PIRATE SHIP 2014 "SKOAL"
- 2014年09月23日 - PROUD GROOVE OSAKA 2014
- 2014年10月04日 - MEGA★ROCKS 2014
- 2014年10月26日 - TOWER RECORDS 35th Anniversary Bowline 2014 curated by 10-FEET & TOWER RECORDS
- 2014年12月21日 - POWER STOCK 2014
- 2014年12月23日 - ポルノ超特急2014
- 2014年12月28日 - COUNTDOWN JAPAN 14/15
- 2015年03月22日 - SAKAI MEETING 2015
- 2015年06月20日 - SATANIC CARNIVAL'15
- 2015年07月04日,18日 - 773Four RECORDS PRESENTS 「FOUR SEASONS FESTIVAL'15」
- 2015年09月19日,10月18日 - ECHOES 2015
- 2015年12月06日 - POWER STOCK 2015
- 2015年12月30日 - COUNTDOWN JAPAN 15/16
- 2016年05月14日 - SUMMER CAMP 2016
- 2016年05月21日 - SAKAI MEETING 2015
- 2016年07月16日 - KESEN ROCK FESTIVAL'16
- 2016年08月13日 - ROCK IN JAPAN FESTIVAL 2016
- 2016年08月21日 - 八食サマーフリーライブ 2016
- 2016年09月18日 - いしがきMUSIC FESTIVAL2016
- 2016年10月01日,16日 - ECHOES
- 2016年10月08日 - 気仙沼サンマフェスティバル2016
- 2016年10月09日 - 騎馬武者ロックフェス 2016
- 2016年10月29日 - BUZZ THE BEARS presents 愛媛無双2016
- 2016年11月12日 - MITO GROOVIN'2016
- 2016年12月04日 - POWER STOCK 2016 in ZEPP SAPPORO
- 2016年12月30日 - LIVE DI:GA JUDGEMENT 2016
- 2017年02月04日 - でらロックフェスティバル2017
- 2017年03月12日 - MASTER COLISEUM’17 ～西から昇ったお日様は東でも昇るんやで～
- 2017年05月20日 - WALK INN STUDIO presents WALK INN FES! 2017
- 2022年5月22日　COMIN'KOBE2022
- 2024年12月29日　HAWAIIAN6　presents　忘年会　GIG　2024　石巻BLUE RESISTANCE